# Stepfordi Kakukkok
A Stepfordi Kakukkok kitalált szereplők a Marvel Comics képregényekből. Ikertestvérek, akiket mutáns képességük pszichésen összekapcsolt. A civil nevük ábécé sorrendben Celeste, Esme, Mindee, Phoebe, és Sophie Cuckoo; a legidősebb Celeste, míg Sophie a legfiatalabb.
Eredetileg önmagukat az Öt-az-Egyben (Five-in-One) kódnévvel illették, de később Esme és Sophie halála után ők lettek a Három-az-Egyben (Three-in-One ).
Első megjelenésük a New X-men vol. 1 #118; megalkotójuk Grant Morrison. Történetbeli eredetük szerint az ikrek Emma Frost mesterségesen teremtett lányai.

## A kitalált karakterek története
A testvéreket X-Men: Phoenix - Warsong első fejezetében klónozták. Több száz, ha nem éppenséggel több ezer „nővér” fejlődött a földalatti laboratóriumban azon cél érdekében, hogy belőlük váljon a Weapon Plus program legújabb eleven terméke. Ahogy Fantomex volt a Weapon XIII (tehát tizenharmadik fegyver), a Cuckoo testvérek kódneve Weapon XIV lett.
Az öt lány Xavier professzor tehetségkutató intézetének diákja lett, mint roppant tehetséges telepaták. Tisztázatlan, hogy miért nem emlékeztek saját különleges fegyver mivoltukra.
Bár Quire és a nővérek tulajdonképp vetélytársak voltak, de a fiú mégis fülig beleszeretett Sophie-ba. A lány és a többi iker azonban visszautasította a közeledését.
Akkor is jelen voltak, mikor részben kamasz lázadási vágyból, részben pedig a Kick nevű mutáns drog hatására felkelés tört ki az intézetben. Az események során Sophie elhunyt. A testvérei részben Emma Frostot tartották felelősnek a haláláért és kijelentették, hogy inkább Madame LaFarge-val folytatnák a közös munkát Svédországban.
Nemsoká kiderült, hogy Esme titokban kollaborált Magnetóval, akit Xorn néven álcáztak. Mikor átvette a testvérei egyesült közös elméje feletti irányítást, ő irányította Angel Salvadore támadását Emma Frost ellen, aki úgy sebezte meg Emma elvileg sérthetetlen gyémánttestét, hogy szilánkokra hullott. Miután Jean Grey telekinetikusan újra összeállította a „halálból” rövid úton fény derült Esme bűnösségére és a magányos Kakukk elhagyta az udvarházat.
Magneto eztán felfedte, hogy életben van, lerombolta az X-birtokot és elindult, hogy átvegye a hatalmat New York felett. Az volt a terve, hogy a Föld mágneses erejét felhasználva újraformálja a bolygót, csak és kizárólag a mutánsok számára, de szembekerült az X-Mennel és a dühös Esmével, akit felháborított, hogy magára hagyta a bajban. A lány ereje felgyorsította Magneto Alzheimer-kórját, de a férfi megragadva a fém fülbevalóit és az agyába taszítva megölte velük. Végül Magnetónak is szembe kellett néznie a halállal Rozsomák személyében.
Nem sokkal eztán az iskolát Emma Frost és Küklopsz újjáépíttette, ahová az életben maradt ikrek is visszatérhettek. A House of M eseményei után is megtartották különleges képességeiket, mikor a világ mutáns lakosságának nagyobb része elvesztette erejét.

## Képességeik
A Stepfordi Kakukkok különleges mutánsok. Telepata elméjük közös, és képesek "anyjukhoz" hasonlóan a testüket eleven gyémánt formába változtatni, ami azonban mentes Emma sebezhetőségétől. Ráadásul soha nem éreznek érzelmeket még normális, emberközelibb formájukban sem szívük örök gyémánt állapota miatt.
Habár leginkább egyetlen egységként beszélnek, gondolkodnak és cselekednek, tökéletesen birtokában vannak képességeiknek külön-külön is. Mikor még mind az öt nővér élt a domináns tudat Sophie birtokában volt. Mindazonáltal Esme tette is azt bizonyította, hogy lehetséges egy másik nővér által is átvenni az irányítást a "gestalt" elme felett ráadásul a többiek tudása vagy beleegyezése nélkül a testvérek teljes erejét használni.
Esme és Sophie elvesztésével az ikrek ereje gyengült.

## Megjelenésük más médiában

### Videojátékok
A Stepfordi Kakukkok ellenségként szerepelnek az X-Men Legends II: Rise of Apocalypse című játékban. A hangjukat Jennifer Hale adja.

### Film
Három egyforma szőke lányt láthatunk a háttérben az X-Men: Az ellenállás vége egy jelenetében. Zak Penn író megerősítette, hogy ők a Stepfordi Kakukkok voltak.